# Gran Premio de San Marino de Motociclismo de 2024
El Gran Premio de San Marino de Motociclismo de 2024 (oficialmente: Gran Premio Red Bull di San Marino e della Riviera di Rimini) fue la decimotercera prueba del Campeonato del Mundo de Motociclismo de 2024. Tuvo lugar en el fin de semana del 6 al 8 de septiembre de 2024 en el Misano World Circuit Marco Simoncelli, situado en la comuna de Misano Adriatico, región de Emilia-Romaña, Italia.
La carrera al sprint de MotoGP fue ganada por Jorge Martín, seguido de Francesco Bagnaia y Franco Morbidelli.
La carrera de MotoGP fue ganada por Marc Márquez, seguido de Francesco Bagnaia y Enea Bastianini. Ai Ogura fue el ganador de la prueba de Moto2, por delante de Arón Canet y Tony Arbolino. La carrera de Moto3 fue ganada por Ángel Piqueras, Daniel Holgado fue segundo e Iván Ortolá tercero.
Esta prueba fue la octava y última ronda doble de la Temporada 2024 del Campeonato del Mundo de MotoE. La primera carrera de MotoE fue ganada por Mattia Casadei, Alessandro Zaccone fue segundo y Eric Granado tercero. La segunda carrera fue ganada por Óscar Gutiérrez, seguido de Mattia Casadei y Eric Granado.

## Resultados

### Resultados MotoGP

#### Carrera al sprint
| Pos.    | N.º | Piloto                | Equipo                            | Constructor | Vueltas | Tiempo    | Parrilla | Puntos |
| ------- | --- | --------------------- | --------------------------------- | ----------- | ------- | --------- | -------- | ------ |
| 1       | 89  | Jorge Martín          | Prima Pramac Racing               | Ducati      | 13      | 19:56.502 | 4        | 12     |
| 2       | 1   | Francesco Bagnaia     | Ducati Lenovo Team                | Ducati      | 13      | +1.495    | 1        | 9      |
| 3       | 21  | Franco Morbidelli     | Prima Pramac Racing               | Ducati      | 13      | +1.832    | 2        | 7      |
| 4       | 23  | Enea Bastianini       | Ducati Lenovo Team                | Ducati      | 13      | +2.041    | 8        | 6      |
| 5       | 93  | Marc Márquez          | Gresini Racing MotoGP             | Ducati      | 13      | +6.469    | 9        | 5      |
| 6       | 31  | Pedro Acosta          | Red Bull GASGAS Tech3             | KTM         | 13      | +6.796    | 5        | 4      |
| 7       | 33  | Brad Binder           | Red Bull KTM Factory Racing       | KTM         | 13      | +9.979    | 6        | 3      |
| 8       | 43  | Jack Miller           | Red Bull KTM Factory Racing       | KTM         | 13      | +10.726   | 12       | 2      |
| 9       | 20  | Fabio Quartararo      | Monster Energy Yamaha MotoGP      | Yamaha      | 13      | +11.015   | 10       | 1      |
| 10      | 73  | Álex Márquez          | Gresini Racing MotoGP             | Ducati      | 13      | +11.352   | 7        |        |
| 11      | 12  | Maverick Viñales      | Aprilia Racing                    | Aprilia     | 13      | +11.658   | 11       |        |
| 12      | 41  | Aleix Espargaró       | Aprilia Racing                    | Aprilia     | 13      | +12.083   | 13       |        |
| 13      | 5   | Johann Zarco          | LCR Honda Castrol                 | Honda       | 13      | +21.119   | 16       |        |
| 14      | 44  | Pol Espargaro         | Red Bull KTM Factory Racing       | KTM         | 13      | +21.542   | 15       |        |
| 15      | 88  | Miguel Oliveira       | Trackhouse Racing MotoGP          | Aprilia     | 13      | +21.995   | 18       |        |
| 16      | 37  | Augusto Fernández     | Red Bull GASGAS Tech3             | KTM         | 13      | +23.442   | 17       |        |
| 17      | 25  | Raúl Fernández        | Trackhouse Racing MotoGP          | Aprilia     | 13      | +24.280   | 19       |        |
| 18      | 10  | Luca Marini           | Repsol Honda Team                 | Honda       | 13      | +24.747   | 21       |        |
| 19      | 42  | Álex Rins             | Monster Energy Yamaha MotoGP      | Yamaha      | 13      | +24.873   | 20       |        |
| 20      | 30  | Takaaki Nakagami      | LCR Honda Idemitsu                | Honda       | 13      | +25.154   | 22       |        |
| Ret     | 49  | Fabio Di Giannantonio | Pertamina Enduro VR46 Racing Team | Ducati      | 6       | Caída     | 14       |        |
| Ret     | 72  | Marco Bezzecchi       | Pertamina VR46 Racing Team        | Ducati      | 4       | Caída     | 3        |        |
| Ret     | 6   | Stefan Bradl          | HRC Test Team                     | Honda       | 2       | Box       | 23       |        |
| Fuente: |     |                       |                                   |             |         |           |          |        |

#### Carrera larga
| Pos.    | N.º | Piloto                | Equipo                            | Constructor | Vueltas | Tiempo    | Parrilla | Puntos |
| ------- | --- | --------------------- | --------------------------------- | ----------- | ------- | --------- | -------- | ------ |
| 1       | 93  | Marc Márquez          | Gresini Racing MotoGP             | Ducati      | 27      | 41:52.083 | 9        | 25     |
| 2       | 1   | Francesco Bagnaia     | Ducati Lenovo Team                | Ducati      | 27      | +3.102    | 1        | 20     |
| 3       | 23  | Enea Bastianini       | Ducati Lenovo Team                | Ducati      | 27      | +5.428    | 8        | 16     |
| 4       | 33  | Brad Binder           | Red Bull KTM Factory Racing       | KTM         | 27      | +14.185   | 6        | 13     |
| 5       | 72  | Marco Bezzecchi       | Pertamina VR46 Racing Team        | Ducati      | 27      | +16.725   | 3        | 11     |
| 6       | 73  | Álex Márquez          | Gresini Racing MotoGP             | Ducati      | 27      | +17.582   | 7        | 10     |
| 7       | 20  | Fabio Quartararo      | Monster Energy Yamaha MotoGP      | Yamaha      | 27      | +17.642   | 10       | 9      |
| 8       | 43  | Jack Miller           | Red Bull KTM Factory Racing       | KTM         | 27      | +19.327   | 12       | 8      |
| 9       | 49  | Fabio Di Giannantonio | Pertamina Enduro VR46 Racing Team | Ducati      | 27      | +27.946   | 14       | 7      |
| 10      | 44  | Pol Espargaró         | Red Bull KTM Factory Racing       | KTM         | 27      | +38.781   | 15       | 6      |
| 11      | 88  | Miguel Oliveira       | Trackhouse Racing MotoGP          | Aprilia     | 27      | +46.386   | 18       | 5      |
| 12      | 5   | Johann Zarco          | LCR Honda Castrol                 | Honda       | 27      | +62.637   | 16       | 4      |
| 13      | 30  | Takaaki Nakagami      | LCR Honda Idemitsu                | Honda       | 27      | +70.717   | 22       | 3      |
| 14      | 6   | Stefan Bradl          | HRC Test Team                     | Honda       | 27      | +77.547   | 23       | 2      |
| 15      | 89  | Jorge Martín          | Prima Pramac Racing               | Ducati      | 27      | +1 vuelta | 4        | 1      |
| 16      | 12  | Maverick Viñales      | Aprilia Racing                    | Aprilia     | 27      | +1 vuelta | 11       |        |
| 17      | 31  | Pedro Acosta          | Red Bull GASGAS Tech3             | KTM         | 27      | +1 vuelta | 5        |        |
| 18      | 25  | Raúl Fernández        | Trackhouse Racing MotoGP          | Aprilia     | 27      | +1 vuelta | 19       |        |
| 19      | 42  | Álex Rins             | Monster Energy Yamaha MotoGP      | Yamaha      | 27      | +1 vuelta | 20       |        |
| Ret     | 41  | Aleix Espargaró       | Aprilia Racing                    | Aprilia     | 14      | Box       | 13       |        |
| Ret     | 37  | Augusto Fernández     | Red Bull GASGAS Tech3             | KTM         | 6       | Caída     | 17       |        |
| Ret     | 21  | Franco Morbidelli     | Prima Pramac Racing               | Ducati      | 6       | Caída     | 2        |        |
| Fuente: |     |                       |                                   |             |         |           |          |        |

### Resultados Moto2
| Pos.    | N.º | Piloto                  | Constructor | Vueltas | Tiempo     | Parrilla | Puntos |
| ------- | --- | ----------------------- | ----------- | ------- | ---------- | -------- | ------ |
| 1       | 79  | Ai Ogura                | Boscoscuro  | 22      | 35:26.583  | 3        | 25     |
| 2       | 44  | Arón Canet              | Kalex       | 22      | +0.609     | 4        | 20     |
| 3       | 14  | Tony Arbolino           | Kalex       | 22      | +4.639     | 1        | 16     |
| 4       | 18  | Manuel González         | Kalex       | 22      | + 6.948    | 9        | 13     |
| 5       | 96  | Jake Dixon              | Kalex       | 22      | +10.863    | 14       | 11     |
| 6       | 54  | Fermín Aldeguer         | Boscoscuro  | 22      | +12.642    | 10       | 10     |
| 7       | 12  | Filip Salač             | Kalex       | 22      | +13.524    | 11       | 9      |
| 8       | 10  | Diogo Moreira           | Kalex       | 22      | +15.002    | 5        | 8      |
| 9       | 75  | Albert Arenas           | Kalex       | 22      | +15.970    | 6        | 7      |
| 10      | 15  | Darryn Binder           | Kalex       | 22      | +16.032    | 25       | 6      |
| 11      | 81  | Senna Agius             | Kalex       | 22      | +16.634    | 16       | 5      |
| 12      | 3   | Sergio García           | Boscoscuro  | 22      | +17.939    | 24       | 4      |
| 13      | 16  | Joe Roberts             | Kalex       | 22      | +20.560    | 7        | 3      |
| 14      | 35  | Somkiat Chantra         | Kalex       | 22      | +20.943    | 22       | 2      |
| 15      | 24  | Marcos Ramírez          | Kalex       | 22      | +21.308    | 12       | 1      |
| 16      | 22  | Ayumu Sasaki            | Kalex       | 22      | +24.708    | 17       |        |
| 17      | 52  | Jeremy Alcoba           | Kalex       | 22      | +24.787    | 21       |        |
| 18      | 7   | Barry Baltus            | Kalex       | 22      | +25.936    | 20       |        |
| 19      | 53  | Deniz Öncü              | Kalex       | 22      | +26.807    | 13       |        |
| 20      | 64  | Bo Bendsneyder          | Kalex       | 22      | +27.123    | 15       |        |
| 21      | 28  | Izan Guevara            | Kalex       | 22      | +30.171    | 26       |        |
| 22      | 71  | Dennis Foggia           | Kalex       | 22      | +36.352    | 18       |        |
| 23      | 84  | Zonta van den Goorbergh | Kalex       | 22      | +36.526    | 19       |        |
| 24      | 5   | Jaume Masiá             | Kalex       | 22      | +37.046    | 27       |        |
| 25      | 34  | Mario Aji               | Kalex       | 22      | +38.225    | 28       |        |
| 26      | 43  | Xavier Artigas          | Forward     | 22      | +55.095    | 31       |        |
| 27      | 20  | Xavier Cardelús         | Kalex       | 22      | +56.207    | 29       |        |
| 28      | 40  | Unai Orradre            | Forward     | 22      | +1:05.082  | 30       |        |
| 29      | 21  | Alonso López            | Boscoscuro  | 20      | +2 vueltas | 8        |        |
| Ret     | 13  | Celestino Vietti        | Kalex       | 19      | Caída      | 2        |        |
| Ret     | 19  | Mattia Pasini           | Boscoscuro  | 14      | Retirado   | 23       |        |
| Fuente: |     |                         |             |         |            |          |        |

### Resultados Moto3
| Pos.    | N.º | Piloto             | Constructor | Vueltas | Tiempo    | Parrilla | Puntos |
| ------- | --- | ------------------ | ----------- | ------- | --------- | -------- | ------ |
| 1       | 36  | Ángel Piqueras     | Honda       | 20      | 34:02.766 | 4        | 25     |
| 2       | 96  | Daniel Holgado     | Gas Gas     | 20      | + 0.035   | 9        | 20     |
| 3       | 48  | Iván Ortolá        | KTM         | 20      | +0.226    | 3        | 16     |
| 4       | 72  | Taiyo Furusato     | Honda       | 20      | +0.259    | 9        | 13     |
| 5       | 95  | Collin Veijer      | Husqvarna   | 20      | +0.491    | 5        | 11     |
| 6       | 66  | Joel Kelso         | KTM         | 20      | +0.977    | 6        | 10     |
| 7       | 80  | David Alonso       | CFMoto      | 20      | +0.596    | 1        | 9      |
| 8       | 24  | Tatsuki Suzuki     | Husqvarna   | 20      | +3.756    | 23       | 8      |
| 9       | 58  | Luca Lunetta       | Honda       | 20      | +6.789    | 2        | 7      |
| 10      | 7   | Filippo Farioli    | Honda       | 20      | +8.088    | 11       | 6      |
| 11      | 22  | David Almansa      | Honda       | 20      | +8.122    | 19       | 5      |
| 12      | 12  | Jacob Roulstone    | Gas Gas     | 20      | +8.400    | 17       | 4      |
| 13      | 31  | Adrián Fernández   | Honda       | 20      | +9.366    | 8        | 3      |
| 14      | 82  | Stefano Nepa       | KTM         | 20      | + 9.911   | 10       | 2      |
| 15      | 19  | Scott Ogden        | Honda       | 20      | +11.067   | 20       | 1      |
| 16      | 10  | Nicola Carraro     | KTM         | 20      | +17.122   | 21       |        |
| 17      | 6   | Ryusei Yamanaka    | KTM         | 20      | +30.484   | 13       |        |
| 18      | 85  | Xabier Zurutuza    | KTM         | 20      | +32.041   | 22       |        |
| 19      | 34  | Jakob Rosenthaler  | Husqvarna   | 20      | +32.138   | 27       |        |
| 20      | 55  | Noah Dettwiler     | KTM         | 20      | +38.080   | 25       |        |
| 21      | 5   | Tatchakorn Buasri  | Honda       | 20      | +43.960   | 26       |        |
| 22      | 78  | Joel Esteban       | CFMoto      | 20      | +38.148   | 24       |        |
| Ret     | 18  | Matteo Bertelle    | Honda       | 16      | Caída     | 16       |        |
| Ret     | 21  | Vicente Pérez      | Honda       | 16      | Caída     | 18       |        |
| Ret     | 99  | José Antonio Rueda | KTM         |         | Caída     | 12       |        |
| Ret     | 64  | David Muñoz        | KTM         |         | Caída     | 14       |        |
| Ret     | 54  | Riccardo Rossi     | KTM         |         | Caída     | 15       |        |
| 1.      |     |                    |             |         |           |          |        |
| Fuente: |     |                    |             |         |           |          |        |

### Resultados MotoE

#### Carrera 1
| Pos.    | N.º | Piloto             | vueltas | Tiempo    | Parrilla | Puntos |
| ------- | --- | ------------------ | ------- | --------- | -------- | ------ |
| 1       | 40  | Mattia Casadei     | 8       | 13:24.775 | 1        | 25     |
| 2       | 61  | Alessandro Zaccone | 8       | + 0.168   | 4        | 20     |
| 3       | 51  | Eric Granado       | 8       | + 1.125   | 2        | 16     |
| 4       | 4   | Héctor Garzó       | 8       | +1.401    | 8        | 13     |
| 5       | 81  | Jordi Torres       | 8       | +1.551    | 3        | 11     |
| 6       | 11  | Matteo Ferrari     | 8       | +2.868    | 10       | 10     |
| 7       | 3   | Lukas Tulovic      | 8       | +3.546    | 9        | 9      |
| 8       | 99  | Óscar Gutiérrez    | 8       | +4.217    | 6        | 8      |
| 9       | 29  | Nicholas Spinelli  | 8       | +6.704    | 7        | 7      |
| 10      | 9   | Andrea Mantovani   | 8       | +9.087    | 12       | 6      |
| 11      | 77  | Miquel Pons        | 8       | +11.625   | 14       | 5      |
| 12      | 72  | Alessio Finello    | 8       | +12.517   | 15       | 4      |
| 13      | 34  | Kevin Manfredi     | 8       | + 12.856  | 13       | 3      |
| 14      | 6   | María Herrera      | 8       | +12.984   | 16       | 2      |
| 15      | 7   | Chaz Davies        | 8       | +22.973   | 17       | 1      |
| 16      | 80  | Armando Pontone    | 8       | +23.376   | 18       |        |
| Ret     | 21  | Kevin Zannoni      | 6       | Caída     | 5        |        |
| Ret     | 55  | Massimo Roccoli    | 1       | Caída     | 11       |        |
| Fuente: |     |                    |         |           |          |        |

#### Carrera 2
| Pos.    | N.º | Piloto             | vueltas | Tiempo    | Parrilla | Puntos |
| ------- | --- | ------------------ | ------- | --------- | -------- | ------ |
| 1       | 99  | Óscar Gutiérrez    | 8       | 13:29.676 | 6        | 25     |
| 2       | 40  | Mattia Casadei     | 8       | +0.109    | 1        | 20     |
| 3       | 51  | Eric Granado       | 8       | + 0.302   | 2        | 16     |
| 4       | 81  | Jordi Torres       | 8       | +1.381    | 3        | 13     |
| 5       | 21  | Kevin Zannoni      | 6       | +1.842    | 5        | 11     |
| 6       | 11  | Matteo Ferrari     | 8       | +1.984    | 10       | 10     |
| 7       | 4   | Héctor Garzó       | 8       | +2.085    | 8        | 9      |
| 8       | 61  | Alessandro Zaccone | 8       | +2.522    | 4        | 8      |
| 9       | 9   | Andrea Mantovani   | 8       | +5.222    | 11       | 7      |
| 10      | 77  | Miquel Pons        | 8       | + 6.773   | 13       | 6      |
| 11      | 29  | Nicholas Spinelli  | 8       | +8.505    | 7        | 5      |
| 12      | 72  | Alessio Finello    | 8       | +11.115   | 14       | 4      |
| 13      | 6   | María Herrera      | 8       | +11.385   | 15       | 3      |
| 14      | 34  | Kevin Manfredi     | 8       | +12.797   | 12       | 2      |
| 15      | 7   | Chaz Davies        | 8       | +17.650   | 16       | 1      |
| 16      | 80  | Armando Pontone    | 8       | +17.956   | 17       |        |
| 17      | 3   | Lukas Tulovic      | 8       | +57.331   | 9        |        |
| Fuente: |     |                    |         |           |          |        |